# Metamorfosi (Noemi)
| Recensione       | Giudizio |
| ---------------- | -------- |
| Rockol           | 7/10     |
| Recensiamomusica | 8/10     |

Metamorfosi è il sesto album in studio della cantante italiana Noemi, pubblicato il 5 marzo 2021.

## Descrizione
L'album è composto da 11 brani e contiene il singolo presentato al Festival di Sanremo 2021, Glicine. L'artista spiega che il titolo del disco è legato a un rinnovamento profondo che l'ha portata a esplorare sonorità diverse.
Per la prima volta Noemi si è cimentata in un album molto autobiografico (sebbene non figuri direttamente tra gli autori dei testi) realizzato lavorando a stretto contatto con gli autori, i compositori e i produttori da cui ha deciso di farsi affiancare.
Le canzoni sono nate dalla condivisione delle esperienze e delle emozioni che Noemi ha vissuto in questa fase della sua vita: dalla crisi profonda alla metamorfosi, appunto. Un cambiamento radicale e necessario che nasce dall'esigenza di evolvere, di riacquistare il controllo sulla sua vita e ritrovare la passione per sé stessa e per la musica.
Ha lavorato con il team di produttori Dorado Inc. composto da Dardust, stretto collaboratore di molti musicisti tra cui Mahmood, dai Muut (Francesco Fugazza e Marcello Grilli), tutti e tre autori di buona parte delle musiche, oltre che da Andrea Rigonat (chitarrista e marito di Elisa); i testi di una buona parte dei brani contenuti nell'album sono opera di parolieri e cantautori come Ginevra e Arashi (Riccardo Schiara). Firmano come autori i brani di Metamorfosi anche Franco126, Neffa, Federica Abbate, Roberto Casalino, Davide Simonetta (d.whale), Tattroli (pseudonimo di un collettivo di artisti tra i quali figura anche Mahmood) e Daniele Magro. L'ultima traccia, Musa, ha lo stesso titolo di un altro brano contenuto in un precedente album della stessa artista, RossoNoemi.

## Promozione
La promozione del disco è iniziata a marzo 2021 con la pubblicazione del primo singolo Glicine in occasione della partecipazione al Festival di Sanremo 2021 della cantante. Il 4 giugno è stato pubblicato il singolo inedito Makumba, in collaborazione con Carl Brave e di grande successo durante l'estate, brano successivamente incluso nella riedizione  in formato digitale e streaming dell'album.

## Copertina
La copertina del disco raffigura un primo piano sfocato e in bianco e nero dell'artista. A tal proposito Noemi ha affermato: «Questa è la diapositiva del momento in cui tutto mi è stato più chiaro.⁣ Ci ho messo del tempo. Tempo speso per comprendere quale fosse la mia nuova direzione, quali fossero i miei nuovi colori».

## Tracce
1. Metamorfosi – 3:15 (testo: Ginevra Lubrano, Riccardo Schiara – musica: Francesco Fugazza, Marcello Grilli)
2. Ora – 3:19 (testo: Ginevra Lubrano, Arashi – musica: Francesco Fugazza, Marcello Grilli)
3. Si illumina – 3:54 (testo: Federico Bertollini – musica: Dario Faini)
4. Glicine – 3:37 (testo: Tattroli, Ginevra Lubrano – musica: Ginevra Lubrano, Dario Faini, Francesco Fugazza)
5. L'amore è pratica – 2:57 (Daniele Magro (cantautore))
6. Limite – 3:32 (testo: Arashi – musica: Francesco Fugazza, Marcello Grilli)
7. Senza lacrime – 3:41 (testo: Tattroli, Federica Abbate – musica: Silvia Tofani, Francesco Fugazza, Marcello Grilli)
8. Tu non devi – 3:27 (Giovanni Pellino)
9. Solo meraviglie – 3:15 (testo: Roberto Casalino – musica: Roberto Casalino, Davide Simonetta)
10. Big Babol – 3:24 (testo: Arashi – musica: Marcello Grilli)
11. Musa – 3:26 (testo: Ginevra Lubrano, Arashi – musica: Francesco Fugazza, Marcello Grilli)

Traccia bonus nella riedizione digitale e streaming
1. Makumba (con Carl Brave) – 3:37 (testo: Carlo Coraggio – musica: Carlo Coraggio, Massimiliano Turi, Mattia Fettina)

## Classifiche
| Classifica (2021) | Posizione massima |
| ----------------- | ----------------- |
| Italia            | 17                |
| Italia (vinili)   | 19                |